# Académie danoise
L'Académie danoise est une institution culturelle dont la tâche consiste à promouvoir « le génie danois et la langue danoise », essentiellement dans le domaine de la littérature.
Créée en 1960, elle a officiellement succédé à la Société pour l'avancement des sciences, société savante fondée en 1759, après la dissolution de cette dernière en 1966. Son siège se trouve à Rungsted, près de Copenhague. 

## Historique
L'Académie danoise a été instituée le 28 novembre 1960, sous le règne de Frédéric IX de Danemark, à l'initiative de l'écrivain Karl Bjarnhof et de l'historien d'art Christian Elling. Subventionnée à la fois par le ministère danois de la culture et par des fonds privée, elle se compose d'une vingtaine de membres à vie, élus par leurs pairs. Depuis 2006, le secrétaire de l'Académie est l'écrivain Jens Smærup Sørensen, membre depuis 1995.

## Mission
L'Académie a pour mission de promouvoir « le génie danois et la langue danoise ». Elle est représentée au sein de la Commission de la langue danoise (Dansk Sprognævn) et du Fonds danois pour la culture. 
Elle se réunit une fois par mois. Les séances se tiennent dans la propriété de Rungstedlund, au nord de Copenhague, léguée  à l'Académie par Karen Blixen. Le bâtiment abrite également un musée Karen-Blixen. 
Depuis 1974, l'Académie organise chaque année une rencontre d'écrivains. Elle décerne également plusieurs prix littéraires.

## Contacts
L'Académie entretient des contacts réguliers avec ses homologues des pays nordiques. En 2003, une délégation de l'Académie danoise, dont faisaient notamment partie les écrivains Suzanne Brøgger et Klaus Rifbjerg, a été reçue à l'Académie française à Paris.

## Liste des secrétaires
Sept secrétaires, tous des hommes, se sont succédé à la tête de l'Académie depuis sa création.
- 1961-1968 : Karl Bjarnhof, écrivain et journaliste (1898-1980)
- 1968-1973 : Knud Ejler Løgstrup, philosophe et théologien (1905-1981)
- 1973-1978 : Thorkild Bjørnvig, poète et traducteur (1918-2004)
- 1978-1985 : Frederik Julius Billeskov Jansen, historien et théoricien de la littérature (1907-2002)
- 1986-1992 : Tage Skou-Hansen, écrivain (né en 1925)
- 1993-2006 : Jørn Lund, linguiste et historien de la littérature (né en 1946)
- depuis 2007 : Jens Smærup Sørensen, écrivain (né en 1946)

## Nombre des académiciens
Composée à l'origine de douze membres — deux femmes et dix hommes — l'Académie a élargi le nombre de ses membres à seize en 1961 et à vingt en 1994.
Les douze membres fondateurs étaient Kjeld Abell, Karl Bjarnhof, Karen Blixen, Hans Brix, Thorkild Bjørnvig, H.C. Branner, Christian Elling, Agnes Henningsen, Tom Kristensen, Jacob Paludan, Paul V. Rubow et Knud Sønderby

### Membres actuels
L'Académie compte actuellement 17 membres - 14 hommes et 3 femmes. Ci-dessous la liste par ordre alphabétique : 
- Benny Andersen depuis 1972,
- Torben Brostrøm depuis 1973,
- Suzanne Brøgger depuis 1997,
- Sven Holm depuis 2001,
- Klaus Høeck depuis 1989,
- Pia Juul depuis 2005,
- Per Kirkeby depuis 1982,
- Peter Laugesen depuis 1997,
- Jørn Lund depuis 1989,
- Svend Åge Madsen depuis 2005,
- Tage Skou-Hansen depuis 1982,
- Jens Smærup Sørensen depuis 1995,
- Frederik Stjernfelt depuis 2001,
- Pia Tafdrup depuis 1989,
- Søren Ulrik Thomsen depuis 1995,
- Poul Erik Tøjner depuis 2007,
- Per Øhrgaard depuis 2001.

## Prix et distinctions
L'Académie décerne les prix suivants :
- Grand prix de l'Académie danoise : institué en 1961, c'est la plus haute distinction littéraire danoise ; il est décerné tous les deux ans, le dernier dimanche du mois de novembre, et doté de 300 000 couronnes danoises ;
- Prix de la Société pour l'avancement des sciences ;
- Prix Kjeld Abell ;
- Prix Otto Gelsted ;
- Prix Klaus Rifbjerg de la première œuvre (poésie) ;
- Prix Beatrice ;
- Prix de traduction de l'Académie danoise ;
- Prix Hvass ;
- Prix Silas.

Elle décerne en outre les deux distinctions suivantes :
- Médaille de la Société pour l'avancement des sciences

- Médaille Karen Blixen. Créée en 1984, à l'occasion du centenaire de la naissance de Karen Blixen, c'est la plus haute distinction décernée au Danemark à un auteur étranger. Les récipiendaires de cette médaille sont : 
  - Astrid Lindgren 1985 ;
  - William Heinesen 1985 ;
  - Václav Havel 1997 ;
  - Einar Már Guðmundsson et Thór Vilhjálmsson 1999 ;
  - Lars Roar Langslet 2006.